# Ecologia della comunità
Le comunità di organismi viventi, dal punto di vista dell'ecologia, vengono denominate biocenosi. Per la precisione una biocenosi è una comunità di organismi viventi che coabitano in uno stesso ambiente (biotopo) e che interagiscono fra di loro attraverso vari rapporti (neutralismo, competizione, predazione, simbiosi ecc.).
La possibilità di abitare in un dato biotopo, quindi, comporta sia la capacità degli organismi di adattarsi ai cosiddetti fattori abiotici dell'ambiente (luce, temperatura, pressione, elementi chimici, composti inorganici ed organici..., cioè tutte le relazioni che riguardano la cosiddetta autoecologia), sia gli adattamenti reciproci degli organismi all'interno di una stessa comunità (sinecologia).
In particolare assume grande importanza quella che viene dafinita sinecologia dinamica, ovvero lo studio di come si evolvono le diverse comunità nel tempo in funzione di un ambiente che, incerti casi, rimane più o meno costante, mentre, in altri, può essere variabile. La variabilità di un dato biotopo, a sua volta, può dipendere ed essere conseguenza delle attività svolte al suo interno dalla comunità stessa.

## Flusso energetico
L'aspetto fondamentale affinché una biocenosi si instauri in un dato biotopo è il cosiddetto flusso di energia: questa proviene dall'esterno (solitamente sotto forma di luce), viene organicata, cioè trasformata in composti chimici di tipo organico, da parte di alcuni organismi definiti produttori e quindi trasferita attraverso tutti gli organismi che compongono la biocenosi, per poi essere gradualmente dispersa (solitamente sotto forma di calore), secondo i principi della termodinamica. La successione dei passaggi di energia viene definita catena alimentare.
Quando un nuovo ambiente si rende disponibile alla colonizzazione di nuove specie (specie pioniere) che lo raggiungono attraverso i naturali meccanismi di dispersione si verificano alcuni fenomeni: innanzitutto le specie devono adattarsi alle condizioni chimico-fisiche del biotopo, ma allo stesso tempo la loro azione modifica alcune componenti ambientali; questo fa sì che altre specie possano occupare quell'ecosistema apportandogli ulteriori modificazioni secondo il fenomeno che prende il nome di successione ecologica. L'afflusso di sempre nuove specie porta, di conseguenza, a diverse forme di interazione entro la biocenosi.
In primo luogo alla competizione che, da un lato, può determinare la scomparsa delle specie pioniere e la loro sostituzione con altri e più numerosi organismi (successione), ma che, d'altro canto, può portare a una spinta adattativa reciproca tra le specie che occupano il biotopo, le quali finiscono per occupare tutte le nicchie ecologiche possibili (e, talvolta, ne creano di nuove) e che, quindi, raggiungono un equilibrio. Questo, ovviamente, è pur sempre un equilibrio dinamico, ma può risultare stabile nel tempo: tale condizione prende il nome di climax (o di condizione climacica).

## Il climax
Un climax può apparire, sotto l'aspetto descrittivo e sotto quello funzionale, di due tipi:
1. Una biocenosi con dominanza di una sola o di poche specie che, con la loro presenza, condizionano anche tutte le altre specie della comunità.
2. Una biocenosi costituita da molte specie, senza la dominanza di alcuna di esse, ma tutte ugualmente favorite dalle stesse condizioni ambientali.

Come esempio della prima situazione si può citare, ad esempio, il caso di una foresta matura (magari composta prevalentemente da una sola o da poche specie di alberi): piante che, data la loro età, presentano spesso dimensioni considerevoli, condizionano infatti numerosi fattori abiotici (cioè di tipo fisico-chimico e climatico), dalla luce alla temperatura, dall'intensità del vento al conseguente ricambio atmosferico al di sotto della copertura vegetale, dall'umidità a livello del suolo alla composizione di lettiera e strato umifero ed al pH del terreno.
Tutte queste sono condizioni che, a loro volta, influiscono sulle specie vegetali che costituiscono il sottobosco. Quindi, limitato il numero di organismi vegetali (che costituiscono l'insieme dei produttori all'interno della biocenosi, dato che sono in grado di trasformare composti inorganici in organici attraverso la fotosintesi), anche le specie animali saranno condizionate di conseguenza e così pure gli organismi che parassitano o vivono in simbiosi con gli altri componenti della comunità.
Il secondo tipo può essere, per esempio, il caso di un fiume che, soprattutto nel tratto iniziale del suo corso, è quasi del tutto privo di organismi produttori. Infatti, a causa della forte corrente, il fitoplancton (che svolge la funzione di produttore nelle acque di laghi o mari), qualora riuscisse a svilupparsi, sarebbe immediatamente trascinato via. Così pure il substrato roccioso e privo i depositi di materiali fini, non consente l'insediamento di vegetali o alghe, tranne alghe verdi o diatomee microscopiche che aderiscono alla superficie meno tormentata dalla corrente fluviale di pietre e rocce.
Senza organismi produttori i composti organici giungono nelle acque sotto forma di detriti che cadono nelle acque dagli ambienti circostanti e vengono trascinati verso valle: di questi si alimentano numerosi organismi consumatori e degradatori, soprattutto di tipo bentonico (cioè sessili, termine che indica come siano in qualche modo legati al substrato): si vengono quindi a creare vari gruppi di specie che demoliscono e metabolizzano tali detriti (definiti come masticatori, raschiatori, filtratori, saprobi ecc. a seconda delle dimensioni dei detriti di cui si nutrono e dal metodo con cui li aggrediscono), tutte ugualmente favorite dalle stesse condizioni ambientali. Ed a questi corrispondono vari gruppi di predatori più o meno specializzati.

## La genetica
Dal punto di vista genetico l'adattamento di uno stesso ambiente è molto complesso: essendo costanti determinati parametri, le numerose nicchie ecologiche vengono occupate da specie appartenenti ad uno stesso genere o a generi affini, oppure da specie che, pur essendo geneticamente diverse, sono state portate dall'evoluzione ad adattare certe loro condizioni metaboliche, fisiologiche e morfologiche in una certa precisa direzione (convergenza evolutiva).
In certe biocenosi la presenza costante di generi tra di loro più o meno affini ha portato un'ulteriore spinta evolutiva all'interno di questi gruppi con differenziazioni in numerose specie diverse o addirittura all'interno di livelli sistematici inferiori alla specie.
Ogni individuo, infatti, deve adattarsi non soltanto alle componenti abiotiche dell'ecosistema, ma anche a quelle biotiche (organismi viventi e loro associazioni e relazioni) fino a definire con estrema precisione la propria nicchia ecologica: in questo consiste il processo di specializzazione. D'altro canto una precisa delimitazione della propria nicchia può costituire anche un limite, perché l'organismo che la occupa diviene dipendente da tutte le condizioni fisico-chimiche e dalle interazioni con le altre specie che caratterizzano tale nicchia: il processo di adattamento è quindi estremamente delicato.
L'ampiezza di una biocenosi è molto variabile e così anche il numero di organismi e specie che la costituiscono. Così si può avere una biocenosi estesa per centinaia o addirittura migliaia di km2, come la tundra o il deserto, però costituita da un numero limitato di specie, a causa delle condizioni climatiche proibitive, oppure una biocenosi di pochi km2, ad esempio una singola valle alpina, che però, a causa di un particolare microclima, è ricca di nicchie ecologiche e quindi di specie.